# Баучи

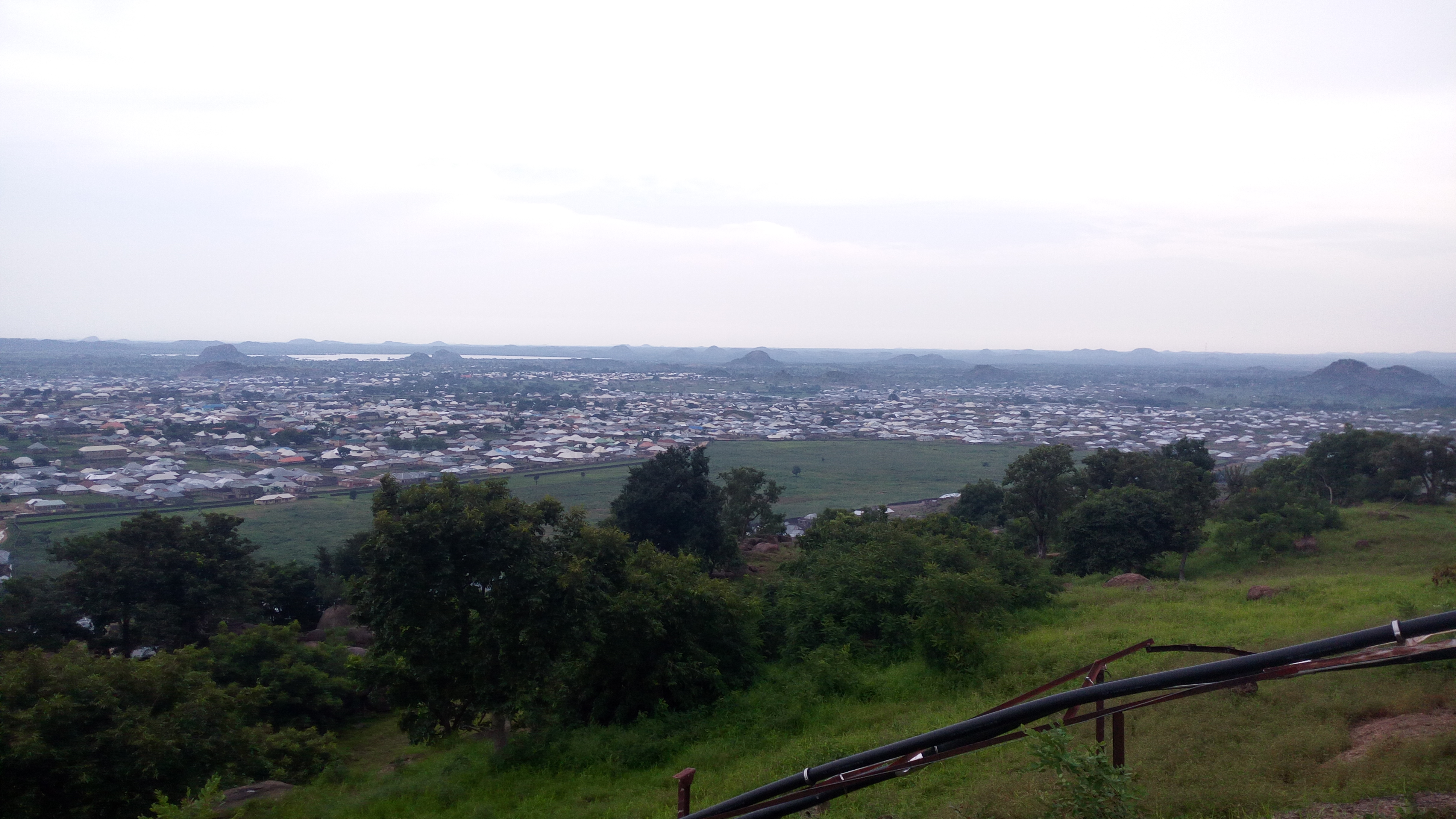
Вид на город.

Ба́учи (англ. Bauchi) — город в Нигерии. Является административным центром одноимённых штата и муниципалитета. Население — 316 149 чел. (по оценке 2010 года).

## Климат
Город расположен в глубине страны, северо-восточнее её центра.
| Показатель | Янв. | Фев. | Март | Апр. | Май  | Июнь | Июль | Авг. | Сен. | Окт. | Нояб. | Дек. | Год  |
| --- | ---- | ---- | ---- | ---- | ---- | ---- | ---- | ---- | ---- | ---- | ----- | ---- | ---- |
| Средний суточный максимум, °C                                                                                            | 32   | 34   | 36   | 37   | 34   | 32   | 29   | 28   | 29   | 32   | 33    | 32   | 32,4 |
| Средняя температура, °C                                                                                                  | 23,0 | 24,9 | 27,7 | 29,7 | 28,6 | 26,4 | 24,6 | 23,8 | 24,3 | 25,7 | 25,1  | 23,6 | 25,4 |
| Средний суточный минимум, °C                                                                                             | 14   | 17   | 19   | 22   | 22   | 21   | 20   | 19   | 19   | 19   | 16    | 13   | 18,5 |
| Норма осадков, мм | 0    | 2    | 2    | 29   | 75   | 137  | 252  | 287  | 161  | 36   | 0     | 0    | 981  |
| Источник: http://www.climatedata.eu/climate.php?loc=nizz0002&lang=en, http://www.levoyageur.net/weather-city-BAUCHI.html |      |      |      |      |      |      |      |      |      |      |       |      |      |

## История

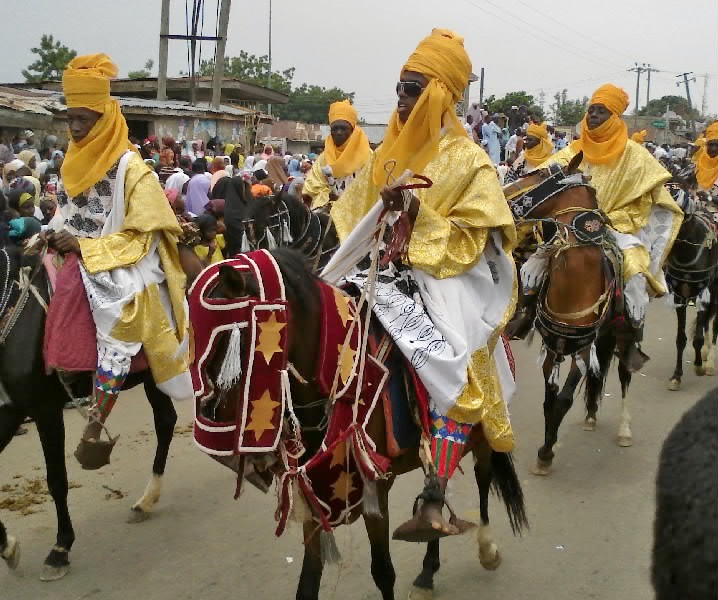
Всадники во время церемонии одного из местных праздников.

Город был основан в 1809 году эмиром Якубу после того, как он присоединил к своему государству (им же и основанному) саванные земли, населённые немусульманскими народами. Своего расцвета город достиг в период правления сына Якубу — Ибрахима ибн Якубу. Эмир Умару в 1877 году перенёс столицу в город Раута, но Баучи продолжал оставаться резиденцией правителей страны, пока не попал в 1902 году под власть англичан, свергнувших эмира.
В колониальный период Баучи дважды был провинциальным центром: с 1904 по 1911 и с 1917 по 1924 года. С 1926 года — столица провинции Баучи, с 1976 года — одноимённого штата.
С 1960 года — в составе независимой Нигерии. В 1961 году в город была проведена железная дорога.

## Население
Численность населения Баучи, согласно оценке 2010 года, составляла 316 149 человек. При этом, согласно переписи 1991 года, население города составляло 206 537 человек.

## Транспорт
Город лежит на железнодорожной линии Порт-Харкорт — Майдугури. Автомобильные трассы связывают Баучи с такими крупными нигерийскими городами, как Джос, Майдугури, Кано и Гомбе, а также с городом Деба-Хабе.